# Jean-Louis Rondy
Jean-Louis Charles Rondy, né le 9 mai 1926 à Paris et mort le 22 juillet 2020 à Clamart,, est un médecin militaire français.

## Jeunesse
Né dans le Ve arrondissement de Paris, il effectue sa scolarité à l'École de Sorèze entre 1940 et 1943,.

## Seconde Guerre mondiale
Issu d'une famille de médecins militaires, il suit les traces de ses ancêtres en s'engageant pour la France, alors qu'il n'a que 17 ans, en rentrant dans l'Organisation Civile et Militaire de Paris et en participant à la libération de la capitale en 1944. À partir du 27 août, il poursuivra son engagement au sein de la Division Leclerc, dans la 11e Compagnie du 3e Bataillon du Régiment de marche du Tchad. Durant les campagnes de France et d'Allemagne, il sera promu sergent à 19 ans seulement, et en sortira décoré de la croix de guerre 1939-1945 avec étoile de bronze. Il sera finalement démobilisé en 1946.

## Formation
Quelques années après la fin de la guerre, en octobre 1948, Jean-Louis Rondy rejoint l'École Principale du Service de Santé de la Marine à Bordeaux, surnommée « Santé Navale », où il commence des études de médecine. Il y sera très vite remarqué, notamment pour ses décorations qu'il est l'un des seuls à porter. Il aura durant ses études l'opportunité de passer son brevet parachutiste à l'École des Troupes Aéroportées de Pau (Brevet no 38425) en août 1950. Il part ensuite parfaire sa formation à l'École du Pharo avant de passer sa thèse de doctorat en médecine générale en 1952.

## Guerre d'Indochine
Tout jeune médecin lieutenant, à peine sorti d'école, il est affecté au 1er Bataillon Étranger Parachutiste au Tonkin dès le 15 septembre 1953 et laisse alors en France sa femme, épousée un an plus tôt, et son jeune fils. Là-bas, il effectue plusieurs opérations dans le delta tonkinois puis saute sur Ðiện Biên Phủ le 21 novembre 1953 dans le cadre de l'opération Castor, pour laquelle il s'est porté volontaire. Sans véritable expérience dans ce domaine, mais fort d'une brève formation sur la chirurgie d'urgence reçue quelques mois avant son départ, il pratique 75 désarticulations sans aucun décès post-opératoire chez des blessés non évacués durant la bataille, à laquelle il participe dans son intégralité. Il est blessé par un éclat d'obus en avril 1954. Capturé par le Viêt Minh le 8 mai 1954, il est blessé par les coups de crosse de l'un de ses geôliers durant la marche de six semaines le conduisant au camp no 1. Il est libéré le 2 septembre 1954, au bout de 5 mois de captivité. Ne pesant plus que 43 kg, il est rapatrié en France où il est hospitalisé durant près d'un an. À sa sortie de l'hôpital, il reçoit la croix de guerre des Théâtres d'opérations extérieurs avec une citation à l'ordre de l'armée.

## Suite de sa carrière
Promu médecin capitaine en juillet 1955, il est affecté au 2e bataillon de transmissions colonial à Nogent-le-Rotrou de septembre à décembre 1955.
Il sert ensuite au Cameroun entre 1956 et 1958 pour remplacer à Edéa l'un de ses collègues assassiné par les rebelles de l'Union des Populations du Cameroun. Il rentre en France fin 1958 pour servir alors au sein de la demi-brigade de parachutistes coloniaux jusqu'en 1960est  est nommé médecin commandant en avril de cette même année.
Il retourne en Afrique dès la fin d'année 1960, où il est affecté en République Centrafricaine durant les évènements du Congo Belge. De 1962 à 1965, il sert à la 11e Division parachutiste, d'abord comme médecin en chef du 6e régiment parachutiste d'infanterie de marine, puis de la 20e Brigade aéroportée et enfin en tant que directeur par intérim du Service de Santé de la 11e Division parachutiste. Au moment des évènements des Comores entre 1965 et 1967, il fait son retour à la Légion Étrangère au sein du 3e régiment étranger d'infanterie à Madagascar, avant de poursuivre sa carrière à Libourne avec le 31e régiment du génie jusqu'en 1968.
En 1968, il devient Directeur du Service de Santé des Forces Armées et de Sécurité du Tchad, au moment des opérations contre Hissen Habré et des diverses bandes de rebelles, jusqu'en 1972. Durant cette campagne, il est nommé médecin lieutenant-colonel en 1971 et est cité à l’Ordre de la Division. Une nuit, il évacue avec succès plusieurs blessés nécessitant un rapatriement sanitaire urgent en prenant l’initiative de piloter l’avion de transport lui-même. En effet, il est alors titulaire d’une licence de pilote privé monomoteur et multimoteurs avec à son actif 500 heures de vol dans l’Armée et 1400 heures de vol comme pilote civil.
De retour en France, il sert comme Président de la Commission de Réforme au S.E.A.C. à Paris de 1973 à 1979. Il est alors nommé médecin colonel en janvier 1976, avant de partir pour sa dernière affectation à Canjuers en juillet 1979.
Au cours de sa carrière, il aura reçu deux blessures de guerre et une blessure en service commandé.

## Retraite et investissement pour les anciens combattants
En octobre 1980, il prend sa retraite militaire après une carrière bien remplie. Il continue cependant de s'investir au sein de plusieurs associations d'anciens combattants, auxquelles il avait adhéré déjà avant sa retraite. Il aura été notamment vice-président des Anciens Combattants de Diên-Biên-Phu jusqu'en 1978, président d'honneur de l'Association Nationale des Médecins Anciens Combattants d’Indochine et de Corée, mais également membre actif de l'Association des Anciens Légionnaires Parachutistes ainsi que de l'Association des Anciens de la Légion Étrangère en Côte d'Or. « Toujours au service des Hommes », Le médecin colonel Rondy s'est aussi occupé de traiter des dossiers administratifs d'anciens légionnaires non francophones, ainsi que des pensions de réversion des veuves de guerre des anciens Légionnaires, notamment par la Fédération des Sociétés d'Anciens de la Légion Étrangère.
Le 30 avril 2018, il est désigné pour porter la main du capitaine Danjou lors de la cérémonie de Camerone au 1er régiment étranger à Aubagne, qui avait pour thème cette année-là : "Tu n'abandonneras ni tes morts, ni tes blessés.".
Dans la nuit du 21 au 22 juillet 2020, il décède à l'Hôpital d'Instruction des Armées Percy, à Clamart. Il était alors le doyen des médecins légionnaires parachutistes. Ses obsèques ont eu lieu en la cathédrale Saint Louis aux Invalides le 29 juillet 2020 ; la messe a précédé les honneurs militaires dans la cour d'honneur. Conformément à sa volonté, ses cendres ont été dispersées dans sa forêt.

## Hommages

### Décorations et distinctions
- Grand officier de la Légion d'honneur (13 juillet 2014)[7]
- Croix de guerre 1939–1945 avec étoile de bronze
- Croix de guerre des Théâtres d'opérations extérieurs avec palme
- Croix de la Valeur militaire avec étoile d'argent
- Croix du combattant volontaire
- Croix du combattant volontaire de la Résistance
- Croix du combattant
- Médaille de la France libérée
- Médaille d'Outre-Mer avec agrafes TCHAD et EXTREME-ORIENT[Note 3]
- Médaille d'honneur du service de santé des armées échelon bronze
- Médaille de la Jeunesse et des Sports échelon bronze
- Médaille commémorative française de la guerre 1939-1945 avec agrafes LIBERATION, ENGAGÉ VOLONTAIRE et ALLEMAGNE
- Médaille commémorative de la campagne d'Indochine avec deux étoiles émaillées rouges
- Médaille de reconnaissance de la Nation avec agrafe OPERATIONS EXTERIEURES
- Médaille des blessés de guerre avec trois étoiles émaillées rouges
- Chevalier de l'Ordre national du Tchad
- Chevalier de l'Ordre du mérite civique du Tchad
- Croix du mérite militaire du Tchad

- Titulaire à titre individuel de la Presidential Unit Citation (USA)
- Titulaire à titre individuel de la fourragère "Croix de guerre 1939-1945" du Régiment de marche du Tchad
- Légionnaire de 1re Classe Honoraire (matricule 71303B) (1985)

### Postérité

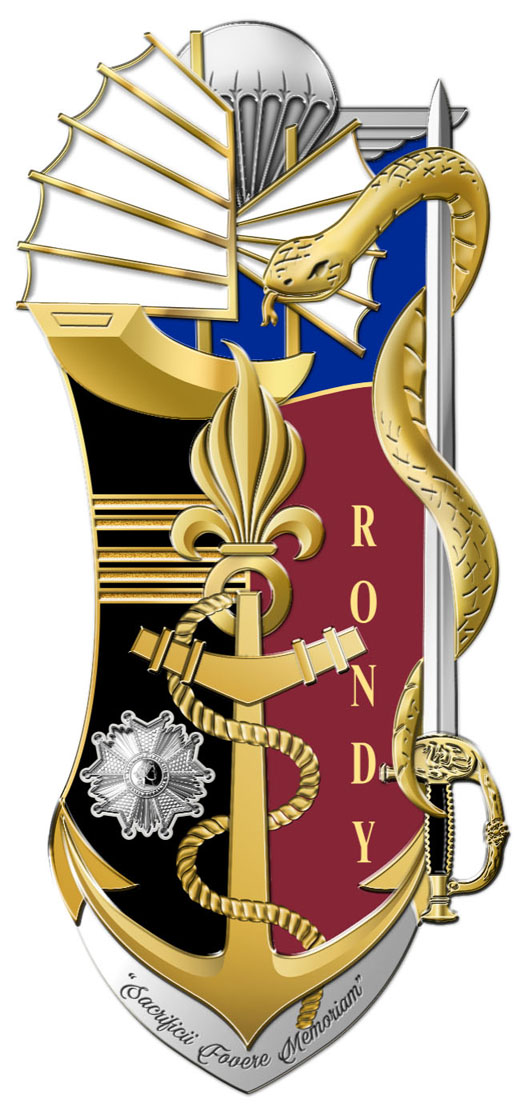
Pucelle de la promotion Médecin Colonel Jean-Louis RONDY

La promotion 2020 de l'École de Santé des Armées porte son nom.
En l'honneur de son parrain, la promotion médecin colonel Jean-Louis RONDY a créé un insigne qui reprend les éléments symboliques de sa vie (ci-contre).

Bouclier parti de sable et d'amarante au chef d'azur timbré d'un brevet parachutiste broché d'une jonque contournée d'or habillée de candide (blanc) ; chargé à dextre d'un galon de colonel d'or surmontant une plaque de grand officier de la Légion d'Honneur, chargé à senestre du nom "RONDY" en lettre capitales d'or posées en pal ; brochant à senestre l'épée d'officier de santé d'argent à la garde d'or, à la lame enlacée d'une bisse d'or. Le tout broché en pointe d'une ancre d'or à l'organeau formant le corps d'une grenade à sept flammes de la Légion Étrangère du même. En pointe la devise latine « Sacrificii fovere memoriam » (« Entretenir la mémoire du sacrifice ») posée en orle.